# 塞尔吉-蓬图瓦兹
塞尔吉-蓬图瓦兹（法语：Cergy-Pontoise），又译塞日-蓬图瓦兹，是法国法兰西岛西北位于塞尔吉（又译“塞日”）和蓬图瓦兹两座城市周边区域的一座新城。当时成立的市镇间联合会现在转为了塞尔吉-蓬图瓦兹城市圈公共社区。

## 历史
二十世纪六十年代，为了面对巴黎周边的快速发展，法国政府决定在巴黎周边建设新城以保持地理上的平衡。
第一份城市规划与整治方案由保罗·德鲁维利耶完成。
在巴黎的西北部，蓬图瓦兹所在的瓦兹河湾被选为新城之一。新城的市中心被设在了原来仅为一个小镇的塞尔吉。从1965年开始，新城的建设逐渐按步骤开始，方案受到了芬兰挞皮欧啦城市花园的影响。
1969年4月16日，公共治理机构成立。
1970年，瓦兹河谷省政府开放，此建筑是新城的第一座建筑物，并宣告了省府区建设的开始。
1971年，社区政治联合会成立。同年7月，连接新城与拉德芳斯中央商务区的空气动力列车计划被提出。
1972年，新城正式成立，包括了15个市镇。
1974年7月17日，空气动力列车的计划被国家取消。
1983年，新法律修改了新城的地位。
1984年，新都市圈联合会取代了原来的社区整治联合会，四个市镇退出了联合会。
2002年12月31日，因新城建设的任务已经完成，新城公共治理机构关闭。
2004年1月1日，新都市圈联合会转为城市圈公共社区。